# 13235 Isiguroyuki
13235 Isiguroyuki (tên chỉ định: 1998 HT42) là một tiểu hành tinh vành đai chính. Nó được phát hiện bởi Tomimaru Okuni ở đài thiên văn Nanyo ngày 30 tháng 4 năm 1998. Nó được đặt theo tên Nobuyuki Ishiguro, nhà thiên văn học nghiệp dư Nhật Bản.